# Friesea curupira
Friesea curupira is een springstaartensoort uit de familie van de Neanuridae. De wetenschappelijke naam van de soort is voor het eerst geldig gepubliceerd in 2014 door Gabriel Costa Queiroz en Maria Cleide de Mendonça.
De soort werd in de periode 2001/2002 ontdekt in de bergachtige streken van Zuidoost-Brazilië op meer dan 2.000 m hoogte, meer bepaald in het Nationaal park Itatiaia in de staat Rio de Janeiro.
De naam curupira verwijst naar een mythologische figuur uit de Braziliaanse folklore. Curupira is een in het wild levende jongen of dwerg met vuurrood haar en voeten die achterstevoren staan, die het woud beschermt tegen stropers en natuurrampen.